# Nzembele
Nzembele est un village du Cameroun situé dans le département de la Kadey et la région de l'Est. Il est localisé dans la commune de Nguelebok et fait partie du canton Kaka Mbondjo.

## Population
En 1966, le village comptait 36 habitants, principalement des Kaka.
En 2012, on y a dénombré 163 personnes.